# Urolycisca hastata
Urolycisca hastata is een vliesvleugelig insect uit de familie Pteromalidae. De wetenschappelijke naam is voor het eerst geldig gepubliceerd in 1862 door Walker.